# Cuerno postal

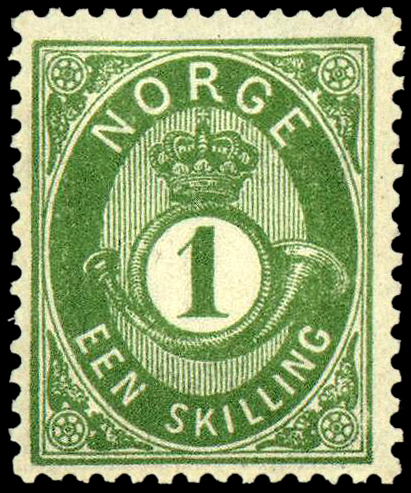
Posthornfrimerker, Noruega, 1872, Scott #1

Cuerno postal (en noruego: Posthornfrimerker) es el nombre filatélico de una serie de sellos postales estándar de Noruega, que ha circulado desde 1872 sin interrupción por un período de 140 años. El elemento básico corresponde a una corneta de posta - signo de la naturaleza oficial de la emisión. En la curvatura del asa se ubica una corona y el valor está inscrito en el interior. Todos estos elementos están dentro del oval, en la parte superior figura la frase NORGE, nombre del país, y en la inferior se repite el valor facial en palabras.
En cada uno de los cuatro ángulos de la figura hay una rueda de tren con las alas de Mercurio, que simboliza la rapidez de la entrega de la correspondencia postal y el progreso técnico. Los sellos se imprimieron en pliegos de 100 ejemplares.
Fue diseñado por Andreas Friedrich Wilhelm von Hanno (1826-1882), un alemán instalado en Noruega después de 1850. El primer grabado fue hecho por el danés Philip Batz. A lo largo de los años el modelo sufrió algunos cambios menores, pero la viñeta central y la disposición de las imágenes del sello siguen siendo las mismas.
A partir de 1937 el sello se imprimió en fotograbado. El Cuerno postal actualmente usado por el correo noruego tiene el mismo diseño de 1962, cuando se realizó la última modificación sustancial al diseño; actualmente es la serie definitiva por excelencia de Noruega y de las más antiguas del planeta.